# Goh Choon Huat
Goh Choon Huat (14 december 1991) is een Singaporees wielrenner die anno 2019 rijdt voor Terengganu Cycling Team.

## Carrière
In 2014 werd Goh vierde in de openingsetappe van de Ronde van Langkawi en droeg hij twee dagen de leiderstrui in de Ronde van de Filipijnen.
In 2016 werd Goh, na vier jaar eerder al tweede te zijn geworden, nationaal kampioen tijdrijden. In de 28,4 kilometer lange tijdrit werd hij tweede achter Michael Koreneff, maar omdat hij een Australische licentie had werd Goh nationaal kampioen. De twee seizoenen die er op volgden werd hij nationaal kampioen op de weg.

## Overwinningen
2016
 Singaporees kampioen tijdrijden, Elite
2017
 Singaporees kampioen op de weg, Elite
2018
 Singaporees kampioen op de weg, Elite
 Singaporees kampioen tijdrijden, Elite
2019
 Singaporees kampioen tijdrijden, Elite
 Singaporees kampioen op de weg, Elite

## Ploegen
- 2012 –  OCBC Singapore Continental Cycling Team
- 2013 –  OCBC Singapore Continental Cycling Team
- 2014 –  OCBC Singapore Continental Cycling Team
- 2015 –  Terengganu Cycling Team
- 2016 –  Terengganu Cycling Team
- 2017 –  Terengganu Cycling Team
- 2018 –  Terengganu Cycling Team
- 2019 –  Terengganu Cycling Team

Ahmad Zamri · Batmunkh · Eyob · Goh · Lakasek · Marzuki · Mat Amin · Morey · Othman · Ovetsjkin · Romli · Rosdi · H. Saleh · Z. Saleh · Zulkurnain